# اچ‌ام‌اس دریدنوت (۱۶۹۱)

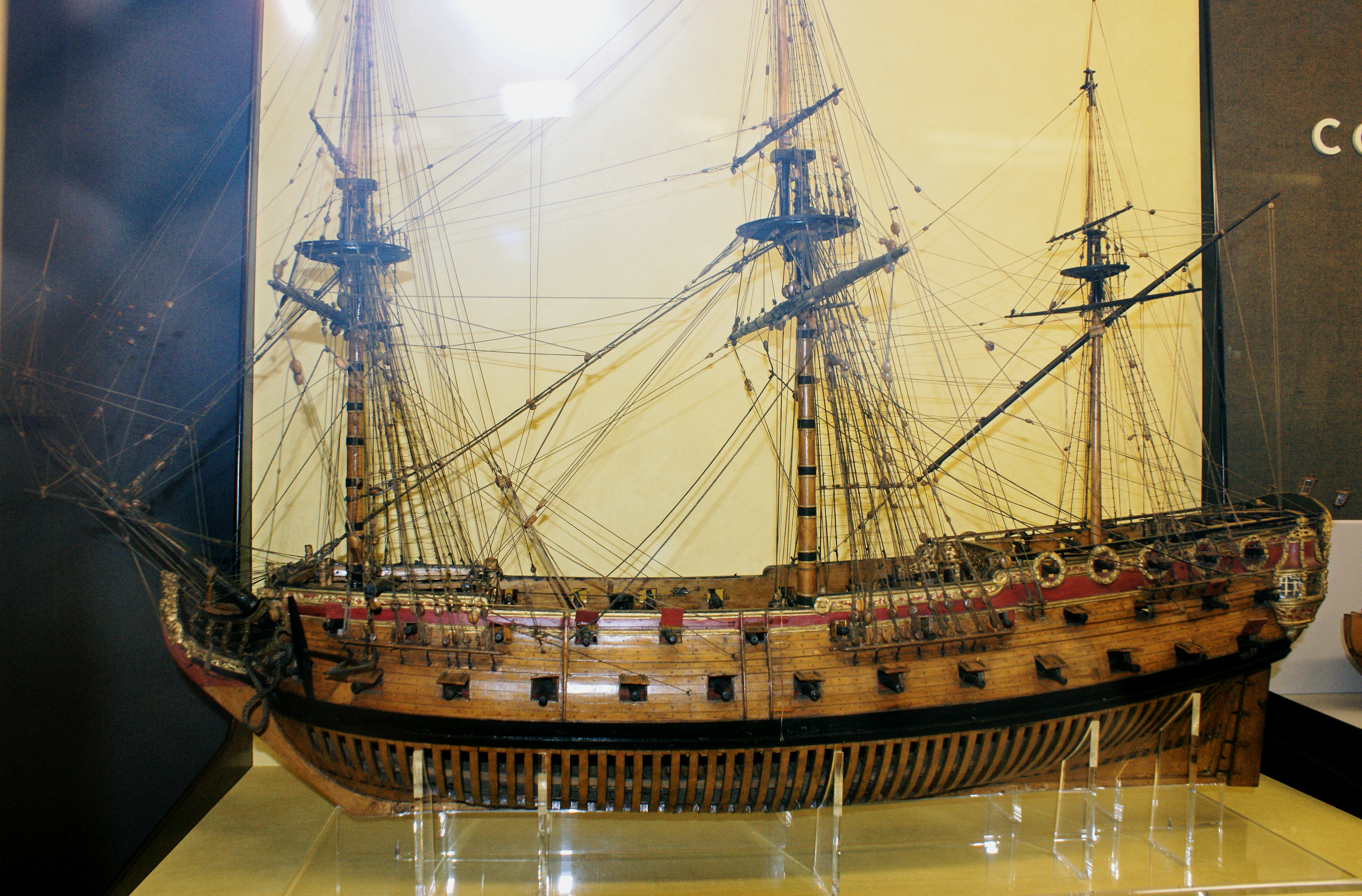

اچ‌ام‌اس دریدنوت (۱۶۹۱) (به انگلیسی: HMS Dreadnought (1691)) یک کشتی بود که طول آن ۱۴۲ فوت (۴۳٫۳ متر) بود.